# 83360 Catalina
(83360) Catalina, denumire internațională (83360) Monts Santa Catalina, este un asteroid din centura principală de asteroizi.

## Descriere
83360 Catalina este un asteroid din centura principală de asteroizi. A fost descoperit pe 16 septembrie 2001 la Fountain Hills (Arizona) de Charles W. Juels și Paulo R. Holvorcem. Asteroidul prezintă o orbită caracterizată de o semiaxă mare de 2,70 ua, o excentricitate de 0,20 și o înclinație de 12,4° în raport cu ecliptica.